# 톈퉁위안난역
톈퉁위안난역(중국어: 天通苑南站)은 중국 베이징시 창핑구 톈퉁위안 가도 리탕로·타이핑좡난 교차로 남측에 위치한 베이징 지하철 5호선의 지하철역이다.역의 색조는 흰색과 빨간색이다.

## 위치
이 역은 리탕로 서쪽, 톈퉁위안 시단 쇼핑 센터 맞은편, 톈퉁위안 1구 동문 북쪽에 위치한다.

## 출구
이 역은 출구가 하나만 존재하며, 역 남쪽 끝에 있는 A 출구이다. 톈퉁위안시 1 구역와 근접한다.
|                         |                     |                                                                                  |      |             |
| 출구                    | 지시                | 목적지                                                                           | 사진 | 편의시설    |
| 出口 · A                | 리탕로(立汤路) 서측 | 버스 톈퉁시위안베이 정류장(天通西苑北站), 톈퉁시위안(天通西苑), 톈퉁위안(天通苑) |      | 210x210像素 |
| 아이콘 설명: 엘리베이터 |                     |                                                                                  |      |             |

## 역 구조

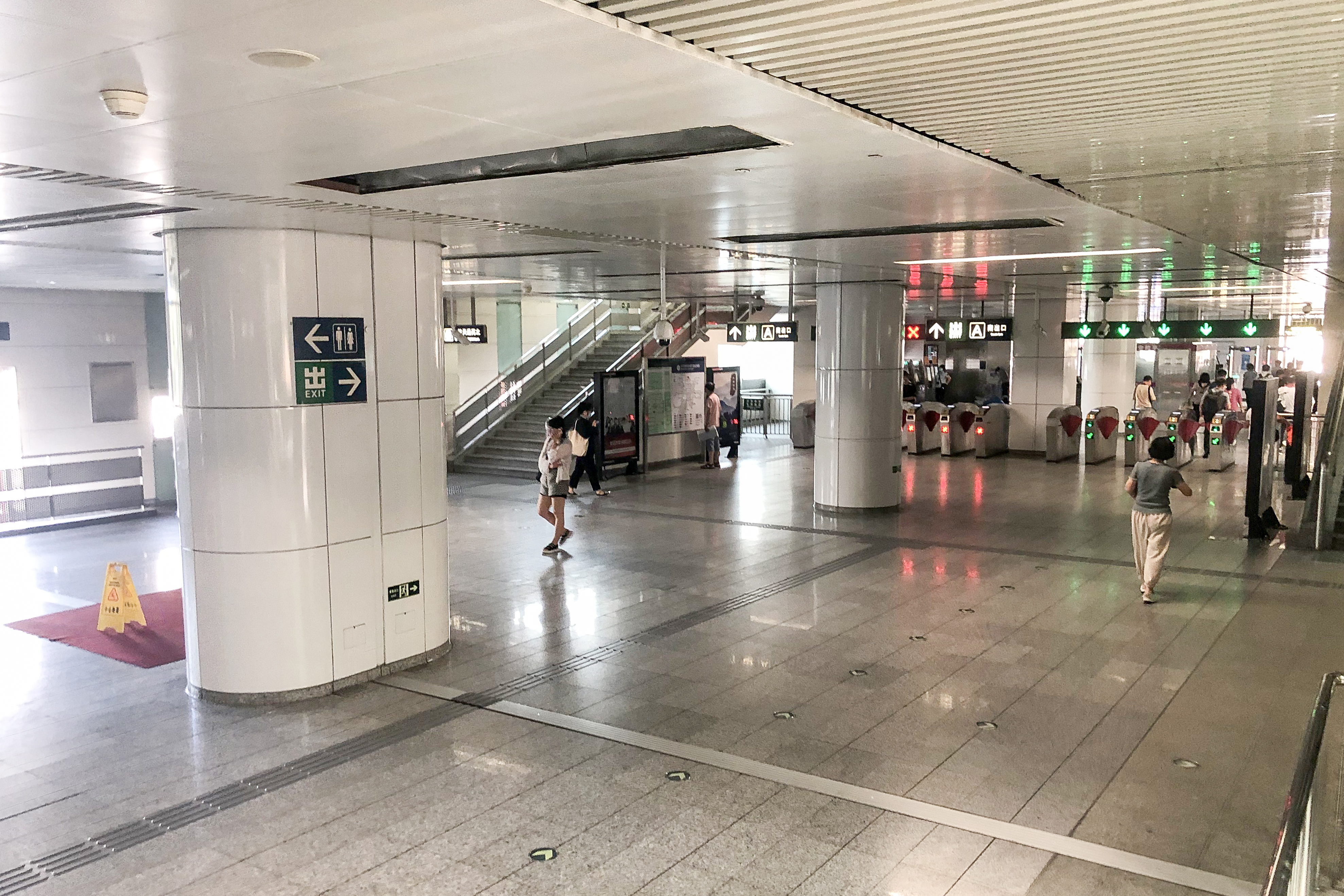
대합실(2021년 7월 촬영)

톈퉁위안난역은 2면 2선의 상대식 승강장 설계를 갖춘 고가역이다.
| 지상 2층 대합실 | 상대식 승강장，오른쪽 출입문이 열림 | 상대식 승강장，오른쪽 출입문이 열림  |
| 지상 2층 대합실 | ←                                   | ■ 5호선 톈퉁위안베이 방면 (톈퉁위안) |
| 지상 2층 대합실 | →                                   | ■ 5호선 쑹자좡 방면 (리수이차오)     |
| 지상 2층 대합실 | 상대식 승강장，오른쪽 출입문이 열림 |                                      |
| 지면층 대합실   | 출입구                              | A 출입구, 고객센터                   |